# Camilo (Sänger)

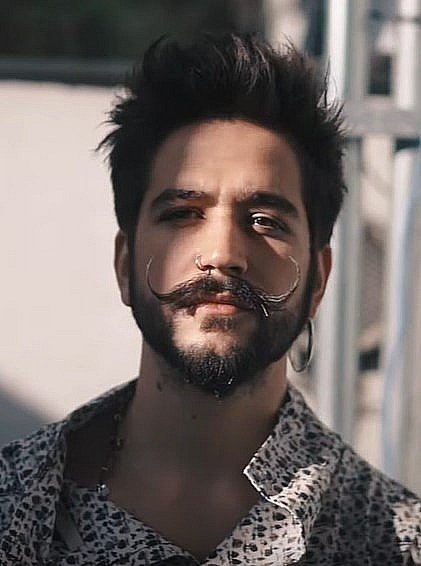
Camilo Echeverry (2019)

Camilo Echeverry Correa (* 16. März 1994 in Medellín), bekannt als Camilo, ist ein kolumbianischer Musiker. Mit 13 Jahren gewann er in seiner Heimat die Kinderausgabe von The X Factor. Seinen musikalischen Durchbruch im spanischsprachigen Raum hatte er 2019 mit dem Song Tutu und im Jahr darauf mit seinem Debütalbum Por primera vez. Markenzeichen ist sein lang gezwirbelter Schnurrbart.

## Biografie
2006 trat Camilo Echeverry im Duo mit seiner Schwester Manuela in der Castingshow The XS Factor an, der Version von The X Factor für Jugendliche. Nach dem vorzeitigen Ausscheiden versuchte er es ein Jahr später noch einmal solo und gewann diesmal den Wettbewerb. Mit seinem ersten Album Regálame tu corazón hatte er 2008 aber noch keinen Erfolg. Er blieb aber weiter in der Öffentlichkeit, trat in einer Telenovela auf und regelmäßig in TV-Shows wie Bichos und dem Nachfolger Tu Planeta Bichos. 2009 tourte er nicht nur durch Kolumbien, sondern absolvierte auch Auftritte in den USA. Sein zweites Album Tráfico de sentimientos kam 2010 mit Unterstützung des Major-Labels Sony in die heimischen Top 10. Im Jahr darauf war er selbst Moderator bei The XS Factor. Musikalisch folgten aber nur noch kleinere Veröffentlichungen und 2014 beendete er auch seine Auftritte bei Tu Planeta Bichos und nahm sich eine Auszeit.
Vier Jahre später kehrte er wieder zurück und hatte erst einmal einige Erfolge als Songwriter für Andere, darunter Bomba Estéreo, Yandel, Juanes, Sebastián Yatra und Natti Natasha. Auch für Mau y Ricky schrieb er an Hits wie Mi mala und Ya no tiene novio mit und bei ihrem größten Hit Desconocidos, der eine Diamant-Auszeichnung in den USA erhielt, wurde er als Camilo als beteiligter Musiker genannt. Damit machte er sich auch international einen Namen. Mit dem eigenen Song Tutu, den er zusammen mit dem Puerto-Ricaner Pedro Capó aufnahm, schaffte er 2019 seinen internationalen Durchbruch. In den USA erreichte er eine eigene Diamant-Auszeichnung, in Südamerika kam er auf vordere Chartplatzierungen und in Spanien hatte er damit einen Top-10-Hit. Das Lied brachte ihm auch seinen ersten Latin Grammy in der Kategorie Bester Popsong.
Nach weiteren kleineren Erfolgen wie Primer avión und La difícil erschien 2019 sein erstes „erwachsenes“ Album Por primera vez. Damit schaffte er es auf Platz 5 in den US-Latin-Charts und mit Favorito erreichte ein Albumsong Platz 4 in Spanien und international einige Platin-Auszeichnungen. Neben zwei Latin-Grammy-Nominierungen brachte das Album Camilo auch eine Nominierung für einen „großen“ Grammy in der Kategorie Bestes Latin-Pop-Album. Den Titelsong Por primera vez hatte er zusammen mit der jüngeren Schwester des Brüderpaars Mau y Ricky, Evaluna Montaner aufgenommen. Er und Evaluna waren schon länger ein Paar und heirateten im Februar 2020.
Camilos dritter großer Hit, Vida de rico, Top 10 in Spanien und in den US-Latin-Charts mit Vielfach-Platin und sein zweiter Latin-Grammy-Popsong, war 2020 bereits ein Vorgriff auf sein zweites Album Mis manos. Es erschien im März 2021 und kam in Spanien auf Platz 2. In den US-Latin-Charts erreichte er erneut Platz 5 und erstmals schaffte er es in die Billboard 200, die offiziellen US-Albumcharts. Bei den Latin Grammys gewann es in der Kategorie Pop-Gesangsalbum und bei den Grammy Awards 2022 war er erneut in der Latin-Pop-Kategorie nominiert.

## Diskografie
Studioalben

| Jahr | Titel Musiklabel                            | Höchstplatzierung, Gesamtwochen, AuszeichnungChartplatzierungen (Jahr, Titel, Musiklabel, Platzierungen, Wochen, Auszeichnungen, Anmerkungen) | Höchstplatzierung, Gesamtwochen, AuszeichnungChartplatzierungen (Jahr, Titel, Musiklabel, Platzierungen, Wochen, Auszeichnungen, Anmerkungen) | Höchstplatzierung, Gesamtwochen, AuszeichnungChartplatzierungen (Jahr, Titel, Musiklabel, Platzierungen, Wochen, Auszeichnungen, Anmerkungen) | Anmerkungen                                                 |
| Jahr | Titel Musiklabel                            | ES | US | Latin | Anmerkungen                                                 |
| ---- | ------------------------------------------- | --- | --- | --- | ----------------------------------------------------------- |
| 2007 | Regálame tu corazón Canal RCN               | — | — | — | Erstveröffentlichung: 12. Dezember 2007                     |
| 2010 | Tráfico de sentimientos Sony Music Colombia | — | — | — | Erstveröffentlichung: 26. Oktober 2010                      |
| 2020 | Por primera vez Sony Music US Latin         | ES5 Gold · (135 Wo.)ES | — | Latin5 ×5Fünffachplatin · (53 Wo.)Latin | Erstveröffentlichung: 17. April 2020 Verkäufe: + 940.000    |
| 2021 | Mis manos Sony Music US Latin               | ES2 ×2Doppelplatin · (143 Wo.)ES | US173 (1 Wo.)US | Latin5 ×5Fünffachplatin · (49 Wo.)Latin | Erstveröffentlichung: 4. März 2021 Verkäufe: + 610.000      |
| 2022 | De adentro pa afuera Sony Music US Latin    | ES4 Gold · (70 Wo.)ES | — | Latin28 ×2Doppelplatin · (6 Wo.)Latin | Erstveröffentlichung: 6. September 2022 Verkäufe: + 210.000 |
| 2024 | Cuatro Sony Music US Latin                  | ES15 (23 Wo.)ES | — | Latin— GoldLatin | Erstveröffentlichung: 23. Mai 2024 Verkäufe: + 30.000       |

## Auszeichnungen
- Latin Grammy[1]
  - 2020: Mejor canción pop für Tutu
  - 2021: Mejor álbum vocal pop für Mis manos
  - 2021: Mejor canción pop für Vida de rico
  - 2021: Mejor fusión/interpretación urbana für Tattoo (Remix) (mit Rauw Alejandro)
  - 2021: Mejor canción tropical für Dios así lo quiso (als Songwriter)

- Grammy Awards[3]
  - Nominierungen:
    - 2021: Best Latin Pop or Urban Album für Por primera vez
    - 2022: Best Latin Pop Album für Mis manos